# Най (округ)
Най (англ. Nye County) — округ, расположенный в штате Невада (США) с населением в 32 485 человек по данным переписи 2000 года и 46 308 человек по данным переписи населения в 2007 году. Административный центр округа — город Тонопа (англ. Tonopah), расположенный у подножья горы Юкка. 
Округ Най занимает третье место в списке округов США по занимаемой площади и является крупнейшей территорией среди всех округов страны, исключая административные образования штата Аляска.
В юго-западной части округа находятся знаменитый Невадский испытательный полигон с его центром городом Меркури и хранилище отходов полигона в искусственных бункерах горы Юкка, деятельность по ядерным испытаниям постоянно вызывает бурные дискуссии политических и общественных организаций штата. Федеральное правительство страны владеет 92 % всей территории округа, что также является предметом постоянных противоречий между федеральными органами власти и окружной администрацией.
Округ Най является одним из одиннадцати округов штата Невада, где официально легализована проституция и, согласно результатам проводимых исследований, это оказывает положительное влияние на экономику всего округа.

## История
Округ Най образован в 1864 году и получил своё название в честь Джеймса Уоррена Ная, первого губернатора территории Невада, а затем сенатора США. Столицей округа первоначально был город Иона, затем в 1867 году административный центр округа был перенесён в город Белмонт и, наконец, в 1905 году столицей округа Най стал город Тонопа.
Первый экономический и промышленный бум округ испытал в начале двадцатого века, когда в городах Риолайт, Тонопа и в находящемся на границе с округом Эсмералда городе Голдфилд оказались востребованными отрасли горнодобывающей промышленности. В 1906 году население Голдфилда достигло 30 тысяч человек, Тонопы — 10 тысяч и Риолайта — также около 10 тысяч человек. Все три города были связаны между собой ветками «Железнодорожной компании Тонопа и Тайдервотер».
После исчезновения экономического и промышленного бума деятельность округа была резко снижена. В 1910 году численность населения упала до трёх тысяч человек и незначительно варьировалась вплоть до 1990-х годов, когда город Парамп превратился в спальный район развлекательного комплекса Лас-Вегаса.
Время от времени проводятся дискуссии относительно перемещения администрации округа в город Парамп или выделения этого города из состава округа Най, однако до сих пор данные предложения не находили поддержки со стороны администрации округа и федеральных властей.

## География
По данным Бюро переписи населения США округ Най имеет общую площадь в 18 159 квадратных миль (47 032 квадратных километра), из которых 47 000 км² занимает земля и 32 км² — вода (0,07 % от общей площади).
Округ Най расположен на юге центральной части штата Невада и имеет символическую, сообразно с присутствием на его территории ядерного полигона, форму грибовидного облака. Округ — крупнейший по площади в штате и занимает третье место по величине территории среди континентальных штатов США после округов Сан-Бернардино (Калифорния) и Коконино (Аризона). Со своей площадью в 47 032 квадратных километра округ Най больше, чем совокупная территория Массачусетса, Род-Айленда, Нью-Джерси и Делавэра. Из этой немалой площади только 3329 квадратных километра (или немногим более семи процентов от всей территории) занимают частные хозяйства, большинство же земель находится в собственности федерального правительства. По данным Бюро переписи США 4225,4 квадратных километра входят в состав испытательного ядерного полигона штата Невада и, соответственно, данная территория не имеет никакого постоянного населения с 2000 года.
Крупнейший город штата Лас-Вегас расположен в 160 километрах к юго-востоку от горы Юкка и в 97 километрах от окружного города Парампа. Оба города соединяет федеральная автомагистраль № 160, которая по большей части состоит из четырёх полос автомобильного движения в обе стороны.
Высшая точка округа — гора Джефферсон (3641 м).

### Главные автомагистрали
Через округ Най проходит одна из основных федеральных автодорог № 95, соединяющая города Лас-Вегас и столицу штата Карсон-Сити. По данным 2006 года федеральную трассу № 95 ежедневно используют около двух тысяч автомобилей, по пути проезжающих через город Тонопа.
- Федеральная автодорога № 6
- Федеральная автодорога № 95
- Автомагистраль штата Невада № 160
- Автомагистраль штата Невада № 373
- Автомагистраль штата Невада № 374

### Соседние округа
- Черчилл — северо-запад
- Ландер — север
- Юрика — север
- Уайт-Пайн — северо-восток
- Линкольн — восток
- Кларк — восток
- Эсмералда — запад
- Минерал — запад
- Иньо — юг

## Демография
По данным переписи населения 2000 года в округе Най проживало 32 485 человек, 9063 семей, насчитывалось 13 309 домашних хозяйств и 15 934 единицы сданного жилья. Средняя плотность населения составляла около одного человека на один квадратный километр. Расовый состав округа по данным переписи распределился следующим образом: 89,63 % белых, 1,18 % афроамериканцев, 1,96 % коренных американцев, 0,78 % азиатов, 0,32 % выходцев с тихоокеанских островов, 3,15 % смешанных рас и 2,98 % — других народностей. 8,35 % населения составляли выходцы из Испании или стран Латинской Америки.
В 2006 году в округе насчитывалось 42 693 человека, рост населения по сравнению с данными 2006 года составил 31,3 %, что позволяет утверждать о более быстрых темпах роста численности населения по сравнению с округом Кларк, в котором находится город Лас-Вегас.
26,40 % от всего числа зарегистрированных семей имели детей в возрасте до 18 лет, проживающих вместе с родителями, 56,30 % представляли собой супружеские пары, живущие вместе, в 7,40 % семей женщины проживали без мужей, а 31,90 % семей не являлись семьями как таковыми. 25,70 % всех зарегистрированных домашних хозяйств представляли одиночки, при этом 10,30 % составили одиночки старше 65 лет. Средний размер домашнего хозяйства составил 2,42 человека, средний размер семьи — 2,90 человека.
Население округа по возрастному диапазону по данным переписи 2000 года распределилось следующим образом: 23,70 % — жители младше 18 лет, 5,40 % — между 18 и 24 годами, 24,00 % — от 25 до 44 лет, 28,50 % — от 45 до 64 лет, 18,40 % — старше 65 лет. Средний возраст жителей округа при этом составил 43 года. На каждые 100 женщин приходилось 105,10 мужчин, при этом на каждых сто женщин 18 лет и старше приходилось 104,70 мужчин также старше 18 лет.
Средний доход на одно домашнее хозяйство в округе составил 36 024 долларов США, а средний доход на одну семью в округе — 41 642 доллара США. При этом мужчины имели средний доход 37 276 долларов США в год против 22 394 долларов США среднегодового дохода у женщин.
Доход на душу населения в округе составил 17 962 доллара США в год. 7,30 % от всего числа семей в округе и 10,70 % от всей численности населения находилось на момент переписи населения за чертой бедности, при этом 13,10 % из них были моложе 18 лет и 8,30 % — в возрасте 65 лет и старше.
Как и во многих сельских районах и округах западной части США, округ Най имеет относительно высокий уровень самоубийств среди населения. По данным Центра по контролю за заболеваниями ежегодный уровень самоубийств в округе в период с 1989 по 1998 годы составил 28,7561 человек на каждые 100 000 человек. Это третий по величине показатель среди аналогичных данных по округам штата Невада после округа Уайт-Пайн (34,3058) и округа Лайон (30,8917), но тем не менее выше среднего показателя по всему штату (22,96 человек на 100.000 населения).

## Города и посёлки
- Амаргоса-Вэлли
- Битти
- Каверс
- Кристал
- Каррант
- Дакуотер
- Габбс
- Хэдли
- Локис
- Манхаттен
- Меркьюри
- Парамп
- Скоттис-Джанкшен
- Саннисайд
- Раунд-Маунтин
- Тонопа
- Йомба

## Исчезнувшие города

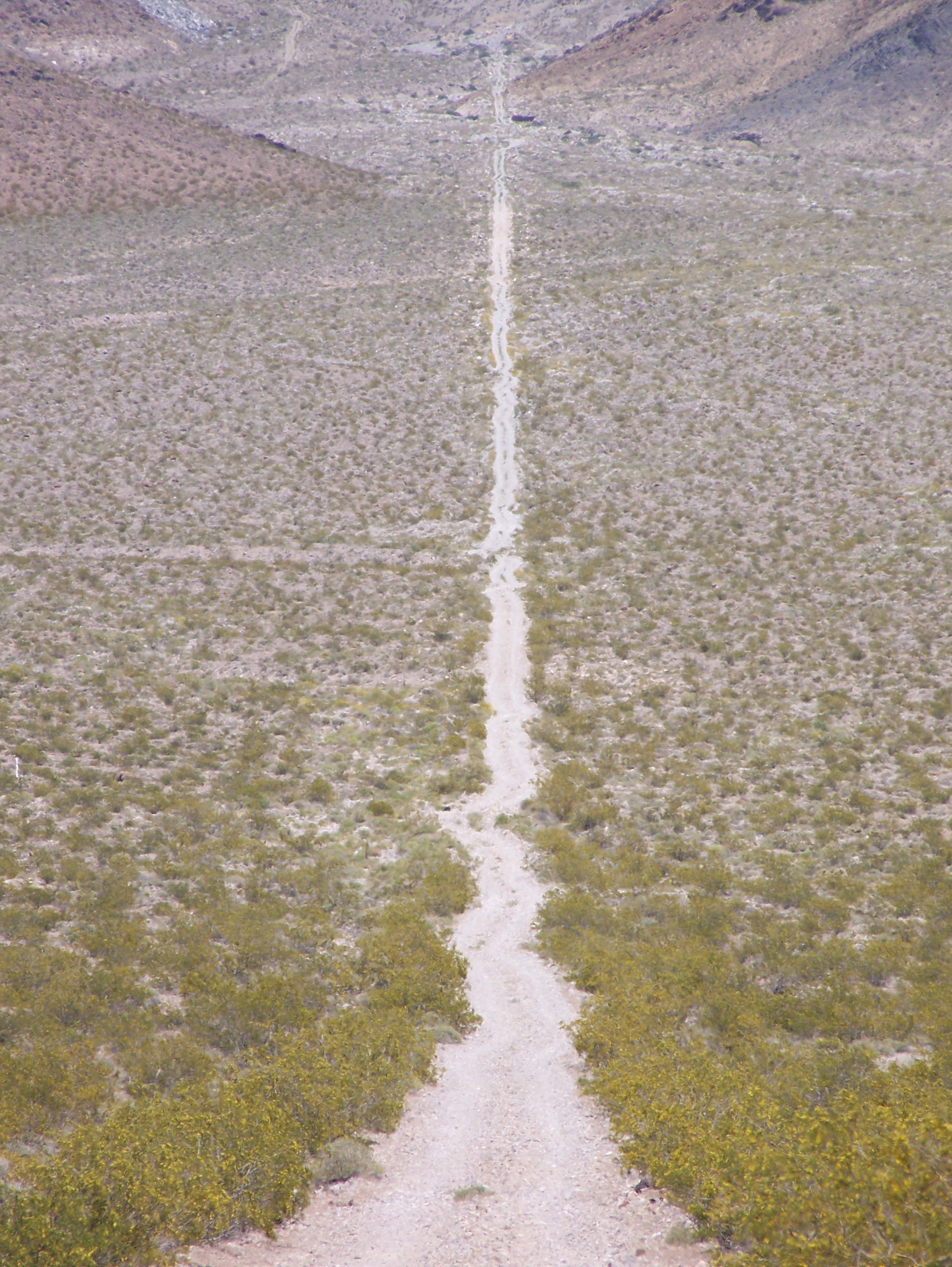
Дорога из Каррары в направлении мраморного карьера

- Белмонт
- Баллфрог
- Берлин
- Кактус-Спрингс
- Каррара
- Голд-Сентер
- Иона
- Найала
- Пионер
- Потс
- Риолит
- Уорм-Спрингс